# Пять миллионов рублей (Беларусь)
Пять миллио́нов рубле́й (бел. Пяць мільёнаў рублёў) — номинал банкноты, использовавшейся в Беларуси с 1999 по 2001 год.

## История
5 000 000-рублёвая банкнота в Беларуси была введена в обращение 6 сентября 1999 года. Выведена из обращения 1 января 2001 года.

## Характеристика

### Лицевая сторона
На лицевой стороне изображено здание Дворца спорта в Минске с подписью «МІНСК. ПАЛАЦ СПОРТУ». Слева и справа от изображения помещены графические знаки защиты. В верхней части поля банкноты проходит орнаментальная полоса, в которой помещена надпись в две строки: «НАЦЫЯНАЛЬНЫ БАНК РЭСПУБЛІКІ БЕЛАРУСЬ» и «РАЗЛІКОВЫ БІЛЕТ». В правой верхней части банкноты на фоне орнаментальной полосы помещена большая аббревиатура «НБРБ». Номинал обозначен цифрами в левом верхнем углу банкноты и словами «ПЯЦЬ МІЛЬЁНАЎ РУБЛЁЎ» под изображением музея. В нижней части проходит узорная кайма, к которой сверху прилегает микротекст из повторяющихся чисел «5 000 000», в правом нижнем углу банкноты внутри виньетки помещено обозначение года «1999».

### Оборотная сторона
На оборотной стороне изображён спортивный комплекс «Раубичи» с подписью «СПАРТЫЎНЫ КОМПЛЕКС „РАЎБІЧЫ“». Расположение защитных микротекстов на этой стороне такое же, как и на лицевой стороне. В верхней части номинал указан словами «ПЯЦЬ МІЛЬЁНАЎ РУБЛЁЎ», под центральным изображением размещено крупное число «5 000 000», обозначающее номинал. Серия и номер банкноты размещены вверху справа и внизу слева поля банкноты. В левом верхнем углу надпись: «ПАДРОБКА БІЛЕТАЎ НАЦЫЯНАЛЬНАГА БАНКА РЭСПУБЛІКІ БЕЛАРУСЬ ПРАСЛЕДУЕЦЦА ПА ЗАКОНУ».

### Серии
Банкнота выпускалась в трёх сериях: АК, АЛ, АМ.